# Fonda-Savio-Hütte
Die Fonda-Savio-Hütte (italienisch: Rifugio Fonda-Savio) ist eine Schutzhütte des Club Alpino Italiano in der Cadini-Gruppe der Sextner Dolomiten.
Die Hütte ist per Tagesausflug gut erreichbar, dient als Stützpunkt für zahlreiche Klettertouren und kann als Etappenziel bei Wanderungen durch die Sextener Dolomiten genutzt werden.
Benannt ist die Hütte nach den drei im Zweiten Weltkrieg gefallenen Brüdern Piero, Paolo und Sergio Fonda-Savio.
Die drei Brüder waren die Kinder des Partisanenkämpfers Antonio Fonda-Savio und seiner Frau Letizia Svevo, der Tochter von Italo Svevo.

## Zustieg und Übergänge
- Vom Wanderparkplatz oberhalb von Misurina auf Wanderweg Nr. 115 (ca. 500 Höhenmeter, 1 2⁄3 Stunden)
- Von der Auronzohütte (2320 m s.l.m.) über den Bonacossaweg (2 Stunden)
- Zum Rifugio Città di Carpi (2110 m s.l.m.) über den Durissini-Weg (3 Stunden)

## Touren
- Via Ferrata Merlone auf die nordöstliche Cadinspitze (4 Stunden)
- Torre Wundt (2100 m s.l.m.), klassische Kletterei unweit der Hütte Schwierigkeit IV
- Giro dei Cadini (Forcella Nevaio – Forcella Verzi – Forcella Maria – Forcella Cadin Deserto – Forcella Sabbiosa – Forcella della Torre Grande) (= Sentiero Durissini): sehr lohnende, anstrengende Höhenroute, 4–5 Stunden.